# Cilvaringz
Tarik Azzougarh (29 januari 1979, Dordrecht), beter bekend als Cilvaringz, is een Nederlands rapartiest en muziekproducent van Marokkaanse afkomst. Cilvaringz is sinds 1999 geaffilieerd lid van de Amerikaanse hiphopformatie Wu-Tang Clan. Als ondernemer is hij eveneens sinds 2002 werkzaam als manager van verschillende Arabische en internationale artiesten.

## Biografie

### Jonge jaren
Op 13-jarige leeftijd begon Cilvaringz met het luisteren naar Hiphop, en geleidelijk te rappen. In 1993 kreeg hij van een teamgenoot uit zijn basketbalteam een tape van de Wu-Tang Clan. Het werd Cilvaringz' droom om zich bij de groep aan te sluiten en deel uit te maken van de 2e generatie (Wu-Tang Killa Beez).
In 1997 kwam Cilvaringz in contact met RZA, nadat de rapper op het podium sprong tijdens een Wu-Tang Clan-concert in Amsterdam en een freestyle rapte. RZA nodigde hem daarop uit om na de show backstage langs te komen, maar de beveiliging liet hem niet door. Daarna probeerde Cilvaringz zijn demo-album te laten horen aan RZA. Hij kreeg hulp van RZA's zus, Sophia Diggs. RZA kreeg de tape te beluisteren en in 1999 tekende Cilvaringz een contract bij het label Wu-Tang International.

### Wu-Tang Clan

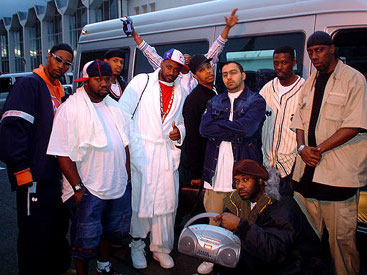
Foto van de Wu-Tang Clan in 2004. Cilvaringz is de derde persoon staand vanaf rechts.

Sindsdien had Cilvaringz een bijdrage aan meerdere Wu-Tang projecten, waaronder RZA's albums Birth of a Prince en Digital Bullet. Ook produceerde hij Guerilla Hood, de openingstrack van Ghostface Killah's album met de Thedore Unit 718. Hij trad op in zo'n 37 landen. Cilvaringz werd de eerste niet-Amerikaanse hiphop-act die optrad in Bulgarije, live voor drie miljoen kijkers op televisie.
Als rapper verscheen Cilvaringz op onder meer de Wu-Tang Killa Beez-compilatie, het RZA-album Digital Bullet en het album Quality Street van de Franse rapper Doc Gyneco.
Op 9 april 2007 kwam zijn debuutalbum I (One) uit, met gastoptredens van onder andere Method Man, Salah Edin, Pharrell Williams, Masta Killa, Ghostface Killah, Raekwon, GZA en RZA. Bij het album zit een DVD met een documentaire over zijn ervaringen met Wu-Tang, optredens en interviews. Tekstueel worden vooral politiek en religie aangesneden. Het album werd positief ontvangen door de critici.

### In Nederland
Binnen het Nederlandse rapcircuit geniet Cilvaringz vooral bekendheid als « Het Nederlands lid van de Wu-Tang Clan », maar is vanwege zijn internationale activiteiten zeer beperkt aanwezig in het Nederlandse muzieklandschap.
In 2001 was Cilvaringz te horen op het album Vitamine E van Extince met een bijdrage aan het nummer Dutch Touch. Bij het maken van de Nederlandse film Shouf Shouf Habibi! uit 2004, was Cilvaringz met een kleine rol te zien in de film en verzorgde hij met de rapformatie ADHD de gelijknamige soundtrack van de filmkomedie. Hoewel de videoclip veelvoudig te zien was op tv-zenders, bleef de single echter steken op een zevende plaats in de Tipparade.
In 2004 had Cilvaringz samen met Salah Edin en Casablanca Connect een bijdrage op Chaos (Mocro Collabo), een track die te vinden is op het debuutalbum van Ali B genaamd Het Leven van de Straat. Sinds 2007 is Cilvaringz operatief vanuit zijn land van herkomst, Marokko.

## Discografie

### Albums
| Album met eventuele hitnotering(en) in de Nederlandse Album Top 100 | Datum van verschijnen | Datum van binnenkomst | Hoogste positie | Aantal weken | Opmerkingen          |
| ------------------------------------------------------------------- | --------------------- | --------------------- | --------------- | ------------ | -------------------- |
| The Mental Chambers                                                 | 2001                  | -                     | -               | -            | Instrumentaal album. |
| 3rd Chamberz                                                        | 2003                  | -                     | -               | -            | Instrumentaal album. |
| I (One)                                                             | 9-04-2007             | ?                     | ?               | ?            | Engelstalig album    |

### Gastoptredens
| Jaar                 | Nummer                       | Nummer                                                                      | Album                    | Album              |
| Jaar                 | Naam                         | met                                                                         | Naam                     | Album Artiest      |
| -------------------- | ---------------------------- | --------------------------------------------------------------------------- | ------------------------ | ------------------ |
| Nederland            |                              |                                                                             |                          |                    |
| 2001                 | Dutch Touch                  | Extince, Rizky Rough, Masta Lee, Roodrunna, Rowdy, Yukkie B & Furiuz Stylez | Vitamine E               | Extince            |
| 2004                 | Shouf Shouf Habibi           | ADHD & Cassablance Connect                                                  | A.D.H.D.                 | ADHD               |
| 2004                 | Chaos                        | Ali B, Casablanca Connect & Salah Edin                                      | Leven van de straat      | Ali B              |
| 2006                 | Hlash                        | Salah Edin, Eslam Jawaad, Isam Bachiri, Freeman                             | The Official Mixtape     | Salah Edin         |
| Amerika Wu-Tang Clan |                              |                                                                             |                          |                    |
| 2001                 | Cousins                      | RZA & Doc Gyneco                                                            | Digital Bullet           | RZA                |
| 2002                 | Woodchuck                    | North Star, Royal Fam, WarCloud & Black Knights                             | The Sting                | Wu-Tang Killa Beez |
| 2003                 | -Chi Kung -You'll Never Know | RZA                                                                         | Birth Of A Prince        | RZA                |
| 2004                 | You'll Never Know            | RZA                                                                         | The Formula for the Cure | RZA                |
| Overige              |                              |                                                                             |                          |                    |
| 2001                 | Cousins                      | RZA & Doc Gyneco                                                            | Quality Street           | Doc Gyneco         |
| 2003                 | Neckbone                     | Rockin' Da North, RZA & Ganz                                                | Star Warz                | Rockin' Da North   |
| 2003                 | Get Familiar (The Anthem)    | DJ Clinton Sparks                                                           | Get Familiar Vol.5       | DJ Clinton Sparks  |

### Producties
| Jaar                 | Nummer                                                        | Nummer                     | Album                            | Album          |
| Jaar                 | Naam                                                          | rappers                    | Naam                             | Album Artiest  |
| -------------------- | ------------------------------------------------------------- | -------------------------- | -------------------------------- | -------------- |
| Amerika Wu-Tang Clan |                                                               |                            |                                  |                |
| 2002                 | Muslim and a Jew                                              | Remedy                     | Code Red                         | Remedy         |
| 2002                 | The Last Hovering Castle Weapon Factory Outro: Gun-Low-Stance | WarCloud                   | Smuggling Booze in the Graveyard | WarCloud       |
| 2004                 | Gorilla Hood                                                  | Ghostface Killah           | 718                              | Theodore Unit  |
| 2006                 | A Lil' Story                                                  | Inspectah Deck             | The Resident Patient             | Inspectah Deck |
| 2011                 | Silver Rings                                                  | Raekwon & Ghostface Killah | Shaolin vs. Wu-Tang              | Raekwon        |